# Prvča
Prvča – wieś w Chorwacji, w żupanii brodzko-posawskiej, w mieście Nova Gradiška. W 2011 roku liczyła 752 mieszkańców.